# Tagoloán (Misamis Oriental)
Tagoloán   es un municipio filipino de primera categoría, situado en la parte sudeste de la isla de Mindanao. Forma parte de  la provincia de Misamis Oriental situada en la Región Administrativa de Mindanao del Norte en cebuano Amihanang Mindanaw, también denominada Región X. 
Para las elecciones está encuadrado en el Segundo Distrito Electoral.

## Barrios
El municipio de Tagoloán se divide, a los efectos administrativos, en 10 barangayes o barrios, conforme a la siguiente relación:
| Barrio       | Área (km²) | Población (2010) | Código    |
| ------------ | ---------- | ---------------- | --------- |
| Baluarte     | 2,89       | 9.306            | 104324001 |
| Casinglot    | 6,80       | 8.588            | 104324002 |
| Gracia       | 0,83       | 1.847            | 104324003 |
| Mohon        | 2,82       | 3.548            | 104324004 |
| Natumolan    | 6,22       | 7.674            | 104324005 |
| Población    | 3,41       | 10.258           | 104324006 |
| Rosario      | 17,28      | 871              | 104324007 |
| Santa Ana    | 29,34      | 6.283            | 104324008 |
| Santa Cruz   | 8,90       | 11.490           | 104324009 |
| Sugbongcogón | 0,87       | 3.885            | 104324010 |
| Total        | 79,38      | 63.850           | 10430000  |

## Historia
La provincia de Misamis, creada en 1818, formaba parte de la Capitanía General de Filipinas (1520-1898). Estaba dividida en cuatro partidos. El Partido de Cagayán, con Cagayán, Iponán, Molugán, Hasaán y Salay.

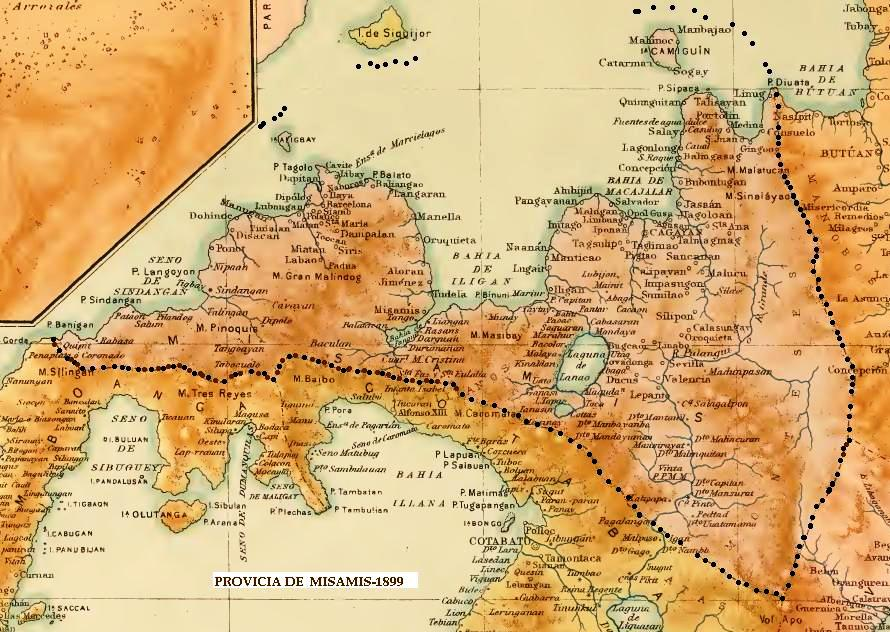
El Distrito 2º de Misamis en 1899.

A finales del siglo XIX la isla de Mindanao se hallaba dividida en siete distritos o provincias, uno de los cuales era el Distrito 2º de Misamis, su capital era la villa de Cagayán de Misamis y del mismo dependía la comandancia de Dapitan. Uno de sus pueblos era Tagoloán que entonces contaba con 8.198 almas, con las visitas de Agusán, situado en la costa Norte, en la bahía de Macajalar o Macabalán, San Martín, Minsoro, Malibog, Pamplona, Silo y Santa Ana.
A principios del siglo XX, durante la ocupación estadounidense de Filipinas, Tagoloán era uno de los 15 municipios que formaban la provincia de Misamis.
El 5 de junio de 1950 el municipio de Cagayán se convierte en la ciudad de Cagayán de Oro (Charter of the City of Cagayan de Oro). Su término se amplia con la incorporación de los barrios de  Bugo, Agusán y Alae del municipio de  Tagoloán.
El 16 de junio de 1962 fue creado el municipio de Villanueva formado por los siguientes barrios  pertenecientes al municipio de Tagoloán: Villanueva, Nabacaán, Bulacanas, San Martín y Kimaya.
No existe acuerdo en cuanto al límite con el municipio vecino de Malitbog,  su antigua visita. Concretamente el barrio de Rosario reivindica 658,5 hectáreas.